# Barbu Știrbei
Barbu Știrbei (rum. Barbu Știrbei; zm. 1869) – hospodar Wołoszczyzny w latach 1849–1856.
Pochodził z bojarskiego rodu Bibescu, został adoptowany przez swojego dziadka ze strony matki, ostatniego przedstawiciela rodu Știrbei. Był bratem hospodara Jerzego Bibescu. W okresie okupacji rosyjskiej 1828–1834 był zatrudniony w administracji krajowej, jako współpracownik gubernatora Kisielewa pracował m.in. nad opracowaniem regulaminu organicznego.
Jako zdecydowany konserwatysta (podobnie jak brat), został po stłumieniu rumuńskiej Wiosny Ludów mianowany w 1849 hospodarem wołoskim. Zgodnie z porozumieniem rosyjsko-tureckim miał sprawować swój urząd przez siedem lat, zlikwidowany został także organ przedstawicielski – Zgromadzenie. Kontrolę mocarstw zapewniały ich wojska stacjonujące w księstwach naddunajskich. Zostały one wycofane w 1851, ale już w 1853 w związku z wybuchem wojny krymskiej ponownie wkroczyły do nich wojska rosyjskie. Tym razem jednak Rosja została zmuszona do wycofania się stąd w toku wojny, w 1854, a jej porażki spowodowały przebudzenie się na Wołoszczyźnie i w Mołdawii ruchu niepodległościowego i zjednoczeniowego. Niemal natychmiast jednak po wycofaniu się Rosjan do obu księstw wkroczyły wojska austriackie. Știrbei, dotąd prezentujący umiarkowane stanowisko (nie prowadził represji wobec uczestników wydarzeń 1848, podejmował również różne działania w celu modernizacji kraju), podjął bliską współpracę z okupantem, przeciwnym zjednoczeniu księstw, co zraziło do niego opinię publiczną. W 1856, po zakończeniu wojny, upłynęła jego siedmioletnia kadencja i musiał ustąpić z tronu; wyjechał wówczas do Paryża.
Na arenie politycznej zaistniał jeszcze m.in. w 1859, gdy był jednym z konserwatywnych kandydatów do tronu wołoskiego; poniósł jednak porażkę w wyborach. Zmarł we Francji.
Literatura: J. Demel, Historia Rumunii, Wrocław 1970.